# Sâu tơ
Sâu tơ (danh pháp hai phần: Plutella xylostella) là loài bướm đêm có nguồn gốc từ Địa Trung Hải. Loài này có vòng đời ngắn (14 ngày ở 25 °C), rất mắn đẻ và có thể di cư với cự li khá xa. Sâu tơ là một trong những loài gây hại nhiều nhất trên thực vật thuộc họ Cải, chủ yếu là những cây sinh glucosinolat.

## Hình thái học
Đặc điểm hình thái
Vòng đời từ 15 – 50 ngày
Trứng: 2-7 ngày
Sâu non 8- 25 ngày
Nhộng 3-13 ngày
Trưởng thành 2-5 ngày

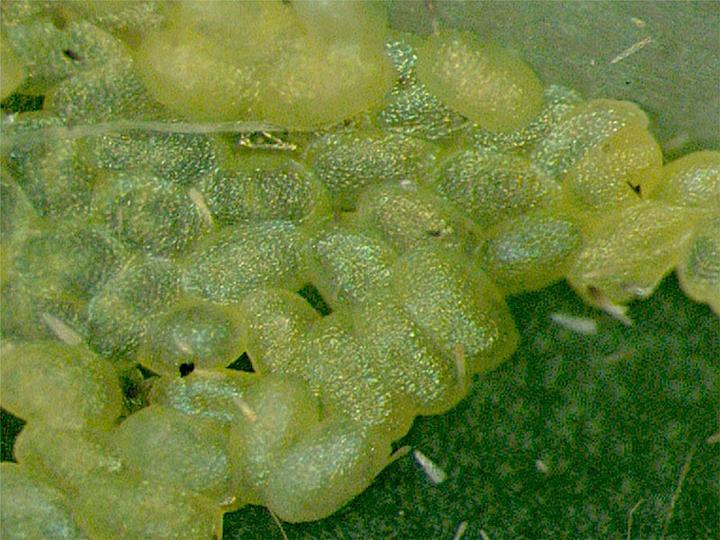
Trứng sâu tơ

   Ngài có cánh trước màu nâu xám, có dải trắng (ngại đực), dải vàng (ngài cái) chạy từ góc cánh đến đỉnh cánh. Mỗi ngài có thể đẻ được 50-100 trứng
     Trứng đẻ rải rác hoặc thành cụm 3-5 quả mặt dưới lá. Trứng hình bầu dục màu vàng xanh.
     Sâu non có 5 tuổi, màu xanh nhạt, đầu màu nâu vàng, đẫy sức dài 9-10mm. Mỗi đốt đều có lông nhỏ. Sâu non tuổi nhỏ ăn thịt lá để lại biểu bì, tuổi lớn sâu ăn thủng các loại lá rau bắp cải, su hào, cải xanh, cải trắng,…
    Khi đẫy sức nhả tơ làm kén ngay trên lá để hóa nhộng. Nhộng màu vàng nhạt nằm trong kén mỏng. Nhộng phát triển trong 3-13 ngày. Vũ hóa sau 1-2 ngày thì đẻ trứng
Quy luật phát sinh gây hại của sâu tơ
       Ban ngày ngài sâu tơ thường ẩn náu mặt dưới lá và những nơi kín đáo trong ruộng rau. Ngài hoạt động giao phối và đẻ trứng lúc chiều tối đến nủa đêm và cũng hoạt động nhiều nhất từ chập tối đến nửa đêm. Sau khi vũ hóa ngài có thể giao phối và sau 1-2 ngày có thể đẻ trứng. Ngài có tính chọn lọc nơi đẻ trứng (theo Gupta và Thorsteison, 1960).
       Vòng đời sâu tơ thay đổi theo nhiệt độ, nhiệt độ thấp có thể kéo dài 50 ngày và khoảng 15 ngày ở nhiệt độ cao. Nhiệt độ thích hợp nhất cho pha trứng và trưởng thành từ 20-30 C. Mùa mưa mật độ sâu tơ giảm rõ.
       Ẩm độ cũng ảnh hưởng rõ rệt đến khả năng đẻ trứng của trưởng thành. Ẩm độ dưới 70% kèm theo nhiệt độ thấp dưới 10 C thì ngài không đẻ trứng.
Sâu tơ phá hại bộ lá của cây, đặc biệt nghiêm trọng khi sâu tấn công ở giai đoạn mới trồng, sâu non mới nở đục lá tạo thành rãnh, ở tuổi lớn sâu tơ ăn toàn bộ biểu bì khiến lá bị thủng lỗ chỗ. Mật độ cao sâu ăn hết thịt lá chỉ còn trơ lại gân lá làm giảm năng suất rõ rệt. Sâu non cũng ăn các bắp đang phát triển làm bắp biến dạng hoặc không thể cuốn bắp, tạo điều kiện cho bệnh thối nhũn phát triển.